# Saldinia boiviniana
Saldinia boiviniana là một loài thực vật có hoa trong họ Thiến thảo. Loài này được (Baill.) Bremek. miêu tả khoa học đầu tiên năm 1957.